# Obanta

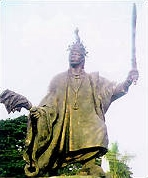
Obanta

Obanta (originalmente Ogborogan) foi o primeiro rei do reino Ijebu no que é hoje estado de Ogu,, na Nigéria.
Obanta levou uma migração de pessoas de Uadai, uma área perto do moderno Sudão. Ao chegar em Ijebu, os habitantes o receberam calorosamente, aos gritos de "oba wa nita", que significa "o rei está fora" no língua iorubá. É assim que Ogborogan se tornou conhecido como Obanta.
Os descendentes de Obanta continuaram a manter o título real de Awujale, apesar de seu poder ser limitado por seus chefes e conselhos.
Uma estátua em sua homenagem fica no centro da cidade de Ijebu Ode, perto da bairro de Itale.